# Roelof Luinge
Roelof Luinge (Eelde, 23 juni 1955) is een Nederlandse voetbalscheidsrechter.
Luinge debuteerde op 29 oktober 1983 tijdens de wedstrijd NAC-VVV. Hij is sindsdien in Nederland actief in de eredivisie en eerste divisie. Hij heeft ruim 845 wedstrijden in het betaald voetbal gefloten. Daarmee is hij de meest ervaren arbiter in het Nederlandse betaald voetbal. De inmiddels gestopte scheidsrechter Jan Keizer volgt op ruime afstand met 505 duels in de proftak.
Luinge werd uitgeroepen tot beste scheidsrechter van het seizoen 2005/06, 2008/09 en 2009/10.
De rapporteurs die de cijfers uitdelen voor het klassement voor de Voetballer van het Jaar namen voor het eerst de scheidsrechters in de Eredivisie mee in hun beoordeling.
In het dagelijks leven is hij werkzaam bij de Belastingdienst en is hij woonachtig in Bussum.
Op 8 april 2010 werd het afscheid van Luinge in het betaalde voetbal bekendgemaakt. Een dag later deelde de KNVB mee dat Luinge wedstrijden zou gaan leiden in de nieuwe Topklasse. Na twee jaar in de topklasse liet Luinge zich terugzakken naar de hoofd- en 1e klasse zodat hij vaker in zijn eigen district kon fluiten. 

## Trivia
- Hij stuurde Foppe de Haan van sc Heerenveen tweemaal naar de tribune, omdat die hem uitgeschold voor lul.
- De wedstrijd die gespeeld werd op 8 november 2008 N.E.C. - PSV was het 500ste eredivisieduel dat hij floot.
- Op 8 februari 2009 floot de scheidsrechter in een duel tussen AZ en Willem II zijn 700ste duel in het betaald voetbal.
- Op 6 mei 2010 floot hij zijn laatste wedstrijd in het betaalde voetbal, de bekerwedstrijd Feyenoord-Ajax, waarin hij in de 88e minuut werd afgelost door 4e official Kevin Blom (publiekswissel).
- Luinge was ook regelmatig te zien in het voetbalpraatprogramma Voetbal Inside op RTL 7.

## Interlands
| Datum      | Wedstrijd                       | Uitslag | Competitie        | Kreeg geel | Kreeg voor de tweede keer geel en dus rood | Weggestuurd |
| ---------- | ------------------------------- | ------- | ----------------- | ---------- | ------------------------------------------ | ----------- |
| 20-04-1994 | Noord-Ierland – Liechtenstein   | 4 – 1   | EK-kwalificatie   | 1          | 0                                          | 0           |
| 26-04-1995 | Georgië – Albanië               | 2 – 0   | EK-kwalificatie   | 1          | 0                                          | 0           |
| 01-06-1996 | IJsland – Macedonië             | 1 – 1   | WK-kwalificatie   | 2          | 0                                          | 0           |
| 18-11-1998 | Portugal – Israël               | 2 – 0   | Vriendschappelijk | 1          | 0                                          | 0           |
| 31-03-1999 | Azerbeidzjan – Roemenië         | 5 – 1   | EK-kwalificatie   | 1          | 0                                          | 0           |
| 09-10-1999 | Estland – Bosnië en Herzegovina | 1 – 4   | EK-kwalificatie   | 3          | 0                                          | 0           |
| 26-04-2000 | Luxemburg – Estland             | 1 – 1   | Vriendschappelijk | 0          | 0                                          | 0           |
| 02-09-2000 | Azerbeidzjan – Zweden           | 0 – 1   | WK-kwalificatie   | 2          | 0                                          | 0           |